# Championnats du monde de cyclisme sur route 1929
Navigation
Budapest 1928 Liège 1930
Les championnats du monde de cyclisme sur route 1929 ont eu lieu le 16 août 1929 à Zurich en Suisse. C'est la deuxième fois après 1923 que la ville accueille les mondiaux. Le champion du monde professionnel est le Belge Georges Ronsse. Le titre chez les amateurs est remporté par l'Italien Pierino Bertolazzo.

## Déroulement
Les coureurs professionnels et amateurs doivent parcourir une distance de 200 kilomètres. 
Lors de l'épreuve professionnelle, contrairement à la précédente édition qui avait vu les coureurs italiens courir l'un contre l'autre, la sélection italienne est formée par un leader Alfredo Binda et deux équipiers Domenico Piemontesi et Leonida Frascarelli. Cela leur permet de revenir sur les premières tentatives d'échappé et d’imposer un rythme qui réduit le nombre de coureurs devant à six, à savoir : Binda et Frascarelli, le belge Georges Ronsse champion du monde en titre, l'Autrichien Max Bulla, le Français Marcel Bidot et le Luxembourgeois Nicolas Frantz. L'attaque de Bidot et Frantz oblige les deux italiens à combler l'écart, tandis que Ronsse et Bulla restent dans la roue. Ils finissent par revenir sur les échappés et Bidot est par la suite distancé. Ils se présentent donc sur la ligne d'arrivée à cinq et c'est pour la deuxième année consécutive le Belge Georges Ronsse qui s'impose. Il gagne au sprint à une moyenne de 29,4 km/h. Sur les 21 coureurs au départ, 16 terminent la course. Après la course, Alfredo Binda, troisième, déclare que le parcours était : « Trop facile et trop court ».
Le nouveau champion du monde amateur, l'Italien Pierino Bertolazzo termine à la vitesse moyenne de 27,3 km/h. L'épreuve est dominée par les coureurs italiens, qui réalisent le doublé et place quatre coureurs dans le top dix.

## Résultats
| Épreuves :                          | Or                        | Or              | Argent                    | Argent | Bronze               | Bronze |
| Professionnels                      |                           |                 |                           |        |                      |        |
| Hommes - course en ligne            | Georges Ronsse Belgique   | 6 h 48 min 05 s | Nicolas Frantz Luxembourg | + 0 s  | Alfredo Binda Italie | + 0 s  |
| Amateurs                            |                           |                 |                           |        |                      |        |
| Hommes - amateurs - course en ligne | Pierino Bertolazzo Italie | 7 h 20 min 36 s | Remo Bertoni Italie       | ?      | René Brossy France   | ?      |

## Résultats détaillés
- Course professionnelle :

La course est d'une longueur totale de 200 km. 16 des 21 coureurs au départ ont fini la course.
1. Georges Ronsse, 6 h 48 min 5 s, moyenne de 29,405 km/h
2. Nicolas Frantz
3. Alfredo Binda
4. Jef Dervaes
5. Leonida Frascarelli
6. Marcel Bidot
7. Ferdinand Le Drogo
8. Max Bulla
9. Domenico Piemontesi
10. Jean Bidot
11. Joseph Wauters
12. Heiri Suter
13. Ernst Hofer
14. Albert Meier
15. Joep Franssen
16. Bram Polak

## Tableau des médailles
| Place | Nation     | Médaille d'or | Médaille d'argent | Médaille de bronze | Total |
| ----- | ---------- | ------------- | ----------------- | ------------------ | ----- |
| 1     | Italie     | 1             | 1                 | 1                  | 3     |
| 2     | Belgique   | 1             | 0                 | 0                  | 1     |
| 3     | Luxembourg | 0             | 1                 | 0                  | 1     |
| 4     | France     | 0             | 0                 | 1                  | 1     |